# Antoine-Marie Chenavard
Pour les articles homonymes, voir Chenavard.
Antoine-Marie Chenavard, né à Lyon le 4 mars 1787 et mort dans la même ville le 29 décembre 1883,, est un architecte, professeur et voyer français.
Il n'est pas le cousin germain du peintre Paul Chenavard (1807-1895).

## Biographie

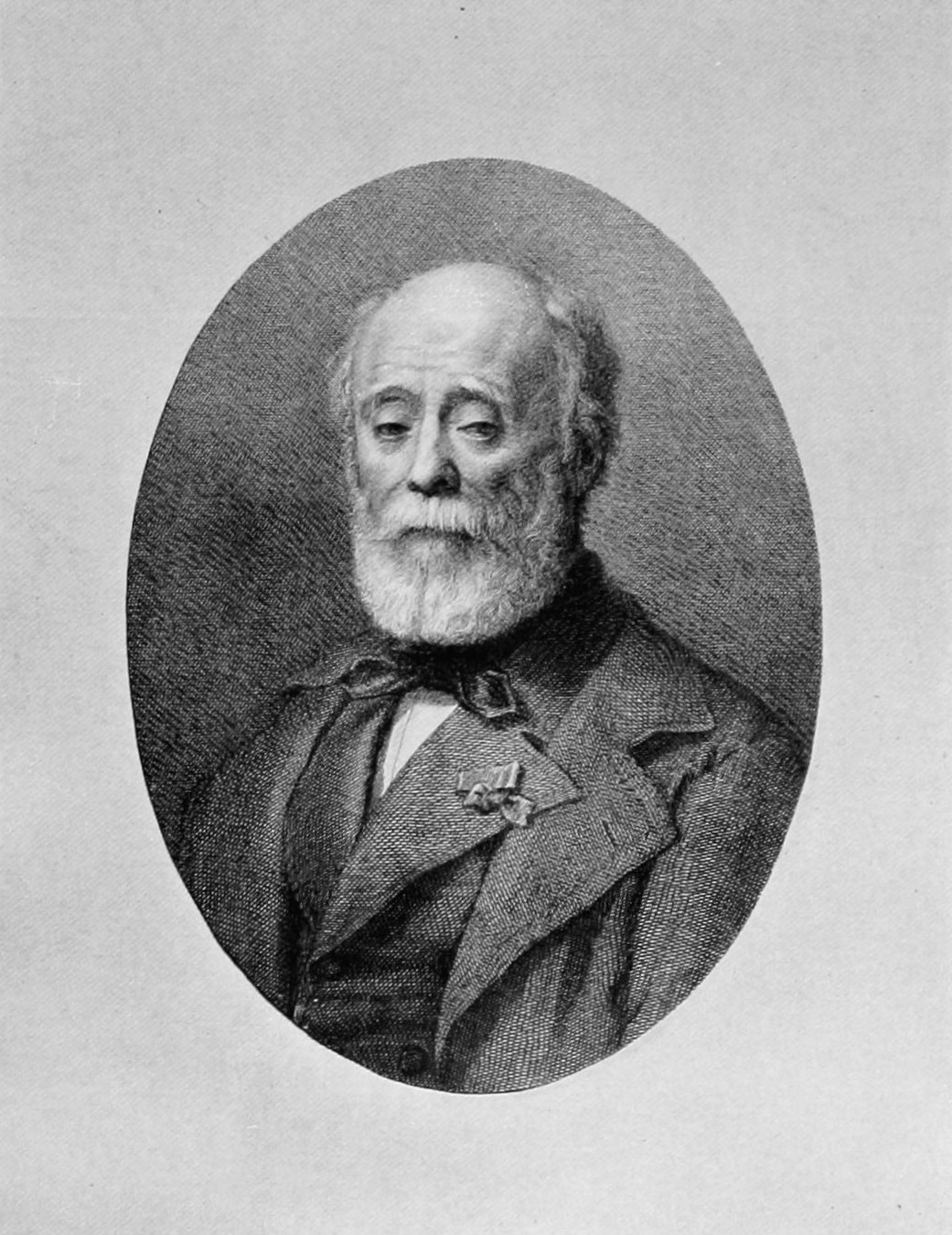
Jean-Baptiste Danguin, portrait d'Antoine-Marie Chenavard (1899), Bibliothèque nationale de France, Paris.

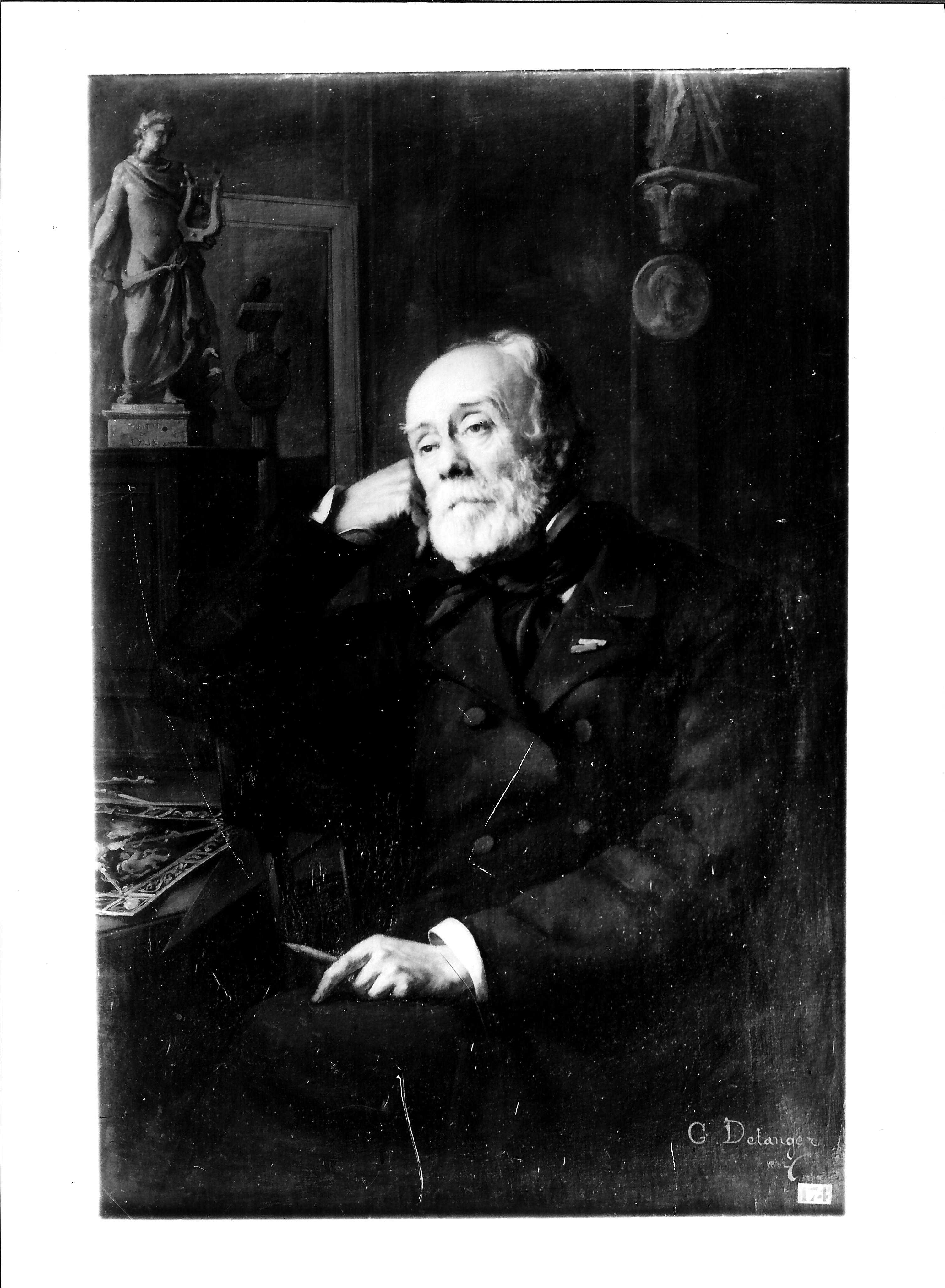
Germain Détanger, portrait d'Antoine-Marie Chenavard (1882), musée des beaux-arts de Lyon.

Antoine-Marie Chenavard naît en 1787 à Lyon, son père, Joseph  est  marchand et teinturier en soie. Il commence ses études à l'École des beaux-arts de Lyon, où il est notamment l'élève de Claude-Pierre Durand et de Barthélemy Vignon, avant d'être admis à l'École des beaux-arts de Paris en 1809,. 
Son ami, Pierre-Marie Prost, sculpta d'ailleurs une série de tombeaux à partir de ses dessins. 
Il est un des membres fondateurs de la Société académique d'architecture de Lyon. Il est nommé architecte en chef du département du Rhône entre 1819 et 1850, et enseigne à l'École des beaux-arts Notre-Dame à Lyon de 1823 à 1861. Il collabore avec l'archéologue François Artaud (1767-1838) pour établir le plan de Lugdunum pendant l'Antiquité, dont est tiré une série d'eaux-fortes de Lucien Butavand (1830-1831). Chenavard devient membre titulaire de l'Académie des sciences, belles-lettres et arts de Lyon en 1830. Il effectue et relate par écrit plusieurs voyages en Italie et en Grèce entre 1843 et 1844 et est nommé correspondant de l'Institut en 1855.
Chenavard est choisi comme architecte pour le grand théâtre-opéra de Lyon de 1826 à 1832, et nommé architecte diocésain de Belley jusqu'en 1854 avec Louis Dupasquier. Il est nommé chevalier de la Légion d'honneur le 14 août 1862.
Il est enterré au cimetière de Loyasse à Lyon.

## Œuvres architecturales

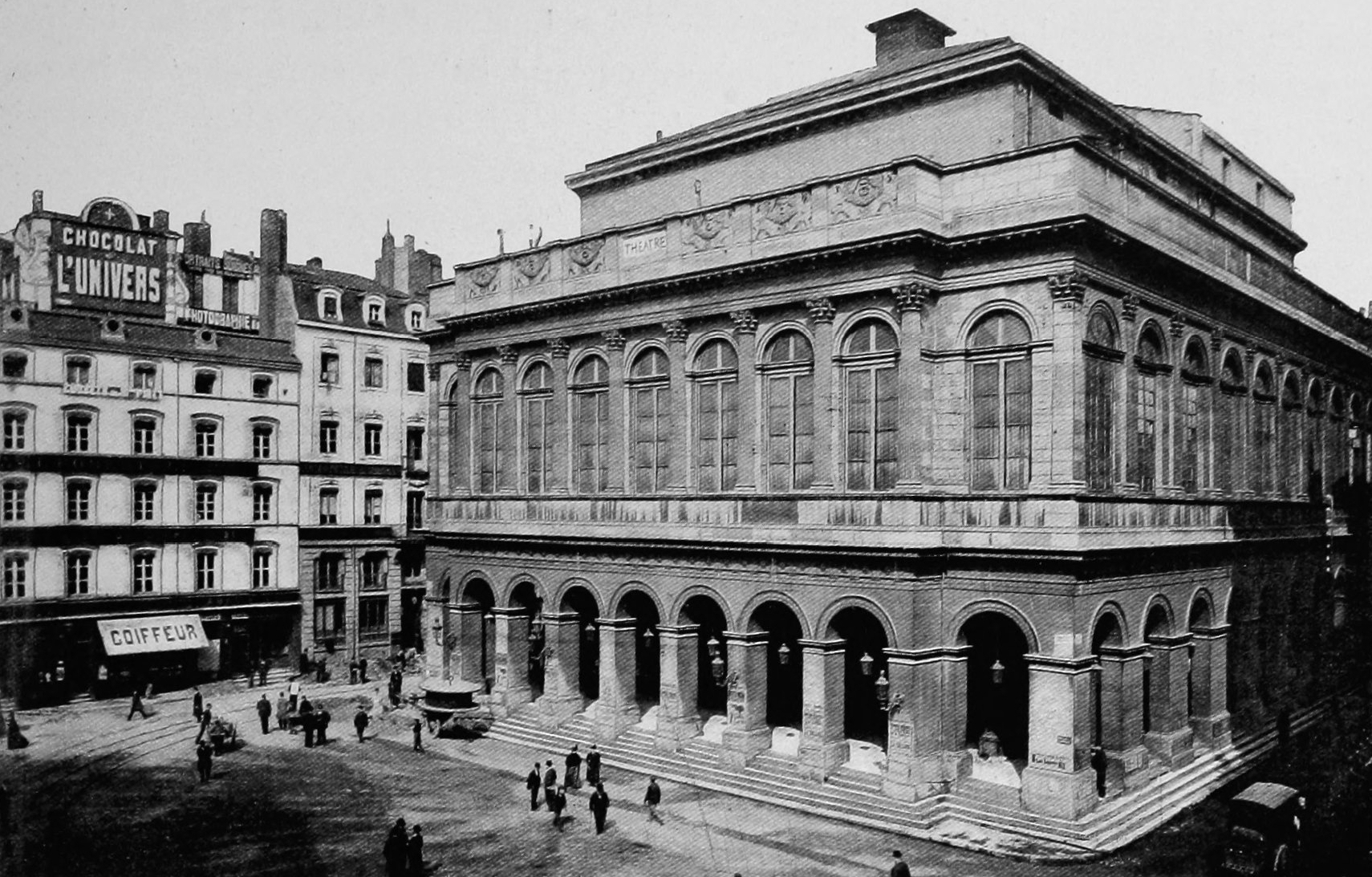
L'Opéra de Lyon (1832), état entre 1901 et 1902.

- Belley : restauration et agrandissement de la cathédrale Saint-Jean
- Chalon-sur-Saône : les deux tours de la cathédrale Saint-Vincent
- Lyon :
  - L'Opéra de Lyon, construit de 1826 à 1832
  - L'hôtel de préfecture du Rhône, aménagé entre 1821 et 1826 dans l'ancien couvent des Jacobins
  - Chapelle du Sacré-Cœur, primatiale Saint-Jean-Baptiste, 1836
  - Église Saint-Denis-de-la-Croix-Rousse de Lyon
- Oyonnax : restauration de l'église (1839)
- Roanne : chœur et clocher de l'église Saint-Étienne (1840)
- Saint-Vincent-de-Reins : restauration de l'église Saint-Vincent (1832)
- Viviers : restauration et agrandissement de la cathédrale Saint-Vincent

## Publications
- Voyage pittoresque en Grèce et dans le Levant fait en 1843-1844, 1849, par E. Rey, peintre, et A. Chenavard, architecte,... et Dalgabio, architecte. Journal de voyage, dessins et planches lithographiées par Étienne Rey
- Compositions historiques, esquisses, 1862
- Supplément aux Compositions historiques. Les Poètes, esquisses, 1863
- Fontaines, esquisses, 1864
- Poètes…, 1873
- Sujets tirés des poèmes d'Ossian, 1868
- Monuments d'Athènes : recueil de 12 dessins originaux, 1841
- Église des Cordeliers de l'observance, 1846
- Voyage en Grèce et dans le Levant, 1858
- Six vues et détails dessinés à Athènes en 1843, 1857
- Lyon antique, 1832

## Hommage
- Il y a une rue Antoine-Chenavard à Saint-Symphorien-d'Ozon.